# Tanuki

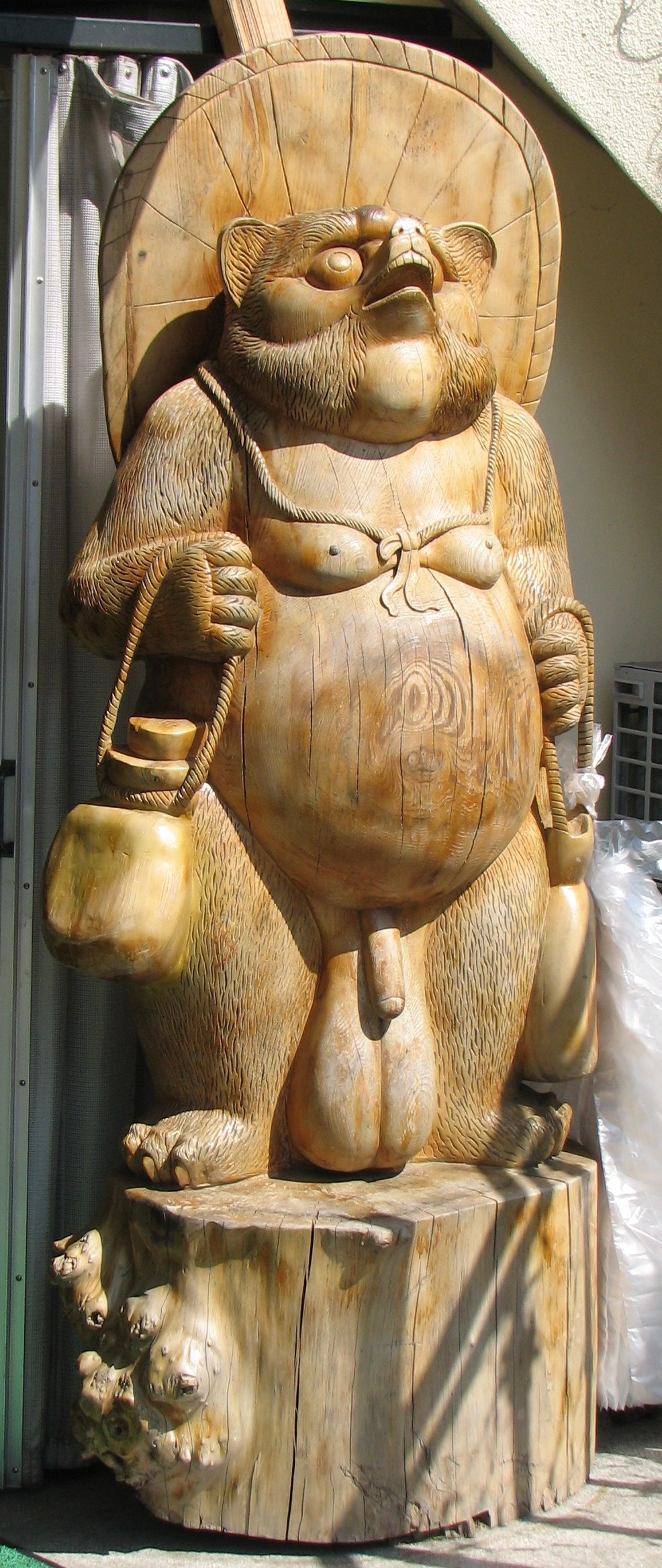
vyobrazení japonské sošky pro štěstí, Tanuki na ní má slamák, v ruce nese demižon sake. Typické je znázornění přebujelých varlat.

Tanuki (japonsky: タヌキ nebo 狸) je postava japonské mytologie. Jde o personifikaci japonského poddruhu psíka mývalovitého. V japonských pohádkách a bajkách vystupuje jako rozjařený dareba, mistr převleků a proměn, lehkovážný, zlomyslný, mazaný, ale někdy i mírně přihlouplý.

## Tanuki v české kultuře
V české kultuře je psík mývalovitý známý z japonského animovaného filmu anime Pom poko. Jeho název je odvozen od zvuku, jež údajně vydává v období říje bubnováním do bříška a varlat. Takové zvuky však vydávají opravdu jen v tomto filmu a v japonském folklóru, od skutečných psíků mývalovitých je neuslyšíte.
V románu Vila Inkognito Toma Robbinse je jako jedna z hlavních postav popisována jako Tanuki, svůdce dívek a uličník. Radí mu prohnaný lišák Kicune.